# Michael Pinske
Michael Pinske (ur. 22 sierpnia 1985) – niemiecki judoka. Olimpijczyk z Pekinu 2008, gdzie zajął dwudzieste miejsce w wadze średniej.
Uczestnik mistrzostw świata w 1995 i 2009. Startował w Pucharze Świata w latach 2005–2009. Piąty na mistrzostwach Europy w 2005, 2007 i 2009 roku.

## Letnie Igrzyska Olimpijskie 2008
| Konkurencja | Rundy eliminacyjne        | Klas. końcowa |
| Konkurencja | 1/32                      | Miejsce       |
| ----------- | ------------------------- | ------------- |
| 90 kg       | Sergei Aschwanden (SUI) P | 20.           |